# Barrio Solares
Barrio Solares är en ort i Mexiko.   Den ligger i kommunen Cadereyta de Montes och delstaten Querétaro Arteaga, i den centrala delen av landet, 160 km norr om huvudstaden Mexico City. Barrio Solares ligger 1 777 meter över havet och antalet invånare är 138.
Terrängen runt Barrio Solares är kuperad västerut, men österut är den bergig. Runt Barrio Solares är det ganska glesbefolkat, med 39 invånare per kvadratkilometer. Närmaste större samhälle är Bella Vista del Río, 17,4 km söder om Barrio Solares. Omgivningarna runt Barrio Solares är i huvudsak ett öppet busklandskap.